# Lijst van bijnamen van steden
In deze lijst van bijnamen van steden staan bijnamen die al lange tijd in gebruik zijn of algemeen gebruikt worden, bijvoorbeeld door gemeentelijke overheden, toeristenbureaus, Kamer van Koophandel, of in de media.
Sommige steden en dorpen zijn bekend onder verschillende bijnamen. Sommige bijnamen zijn positief, terwijl anderen spottend, minachtend of denigrerend zijn. Soms worden bijnamen ‘officieel’ aangenomen door gemeentelijke overheden, toeristenbureaus, Kamer van Koophandel, terwijl anderen onofficieel zijn. Sommige bijnamen zijn ‘permanent’ terwijl andere slechts tijdelijk gebruikt zijn. Bijnamen van steden kunnen helpen bij het vestigen van een plaatselijke identiteit, het bevorderen van trots en saamhorigheid, de bekendheid van een plaats en het aantrekken van bewoners en bedrijven.
Veel Nederlandse plaatsen hebben in carnavalstijd een bijnaam, zie daarvoor de lijst van alternatieve Nederlandse plaatsnamen tijdens carnaval.

## Internationaal
- Chicago – The Windy City 
Zowel letterlijk, omdat het flink kan waaien in Chicago aan de oever van Lake Michigan, als figuurlijk, omdat eind 19e eeuw mensen uit Chicago werden gezien als windbuilen (opscheppers), bv journalist Charles Anderson Dana (1819–1897) van The New York Times schreef over de politici in Chicago: "They're full of wind", een uitspraak die bleef hangen.[1]
- Dallas – Big D 
Dallas is een grote stad, met meer dan een miljoen inwoners en een oppervlakte van bijna duizend vierkante kilometer. De 'D' staat voor Dallas.
- Detroit – Motor City of Motown
Detroit wordt gezien als het historische hart van de Amerikaanse auto-industrie. Hier stond ook de eerste fabriek van Henry Ford waar wagens op een lopende band werden geproduceerd.
- Jeruzalem – De heilige stad (עיר הקודש (ier hakodesh ) ) 
 Jeruzalem is zowel voor de joden, christenen en moslims een heilige stad.
- Johannesburg – Jo-burg
Een afkorting van de naam.
- Las Vegas – Sin City 
In het begin van de 20e eeuw was Block 16 het 'zondige' deel van de stad: er werd alcohol verkocht en er werkten prostituees. Na de Tweede Wereldoorlog werd deze wijk afgebroken. De naam Sin City bleek hangen.
- Londen – The Old Smoke 
Londen is een oude stad, en was sinds de industriële revolutie veel fabrieken die de stad bedekten met rook. In 1952 was de stad vijf dagen lang bedekt onder een dikke laag smog, wat aanleiding was voor het instellen van de Clean Air Act, en voor de bijnaam The Old Smoke.
- Los Angeles – City of Angels 
Toen Los Angeles ontstond kreeg het de Spaanstalige naam 'El Pueblo de la Reina de Los Angeles' wat “De stad van de koningin van de engelen” betekent. Dat werd verkort tot 'Los Angeles' ofwel “De engelen”.
- Miami – The Magic City 
In 1910 woonden er vijfduizend mensen in Miami, in 1920 al 30.000 en nu een half miljoen. Omdat de stad, vooral in de begindagen, zo snel groeide werd gezegd dat Miami 'has grown like magic'.
- New Orleans – The Big Easy 

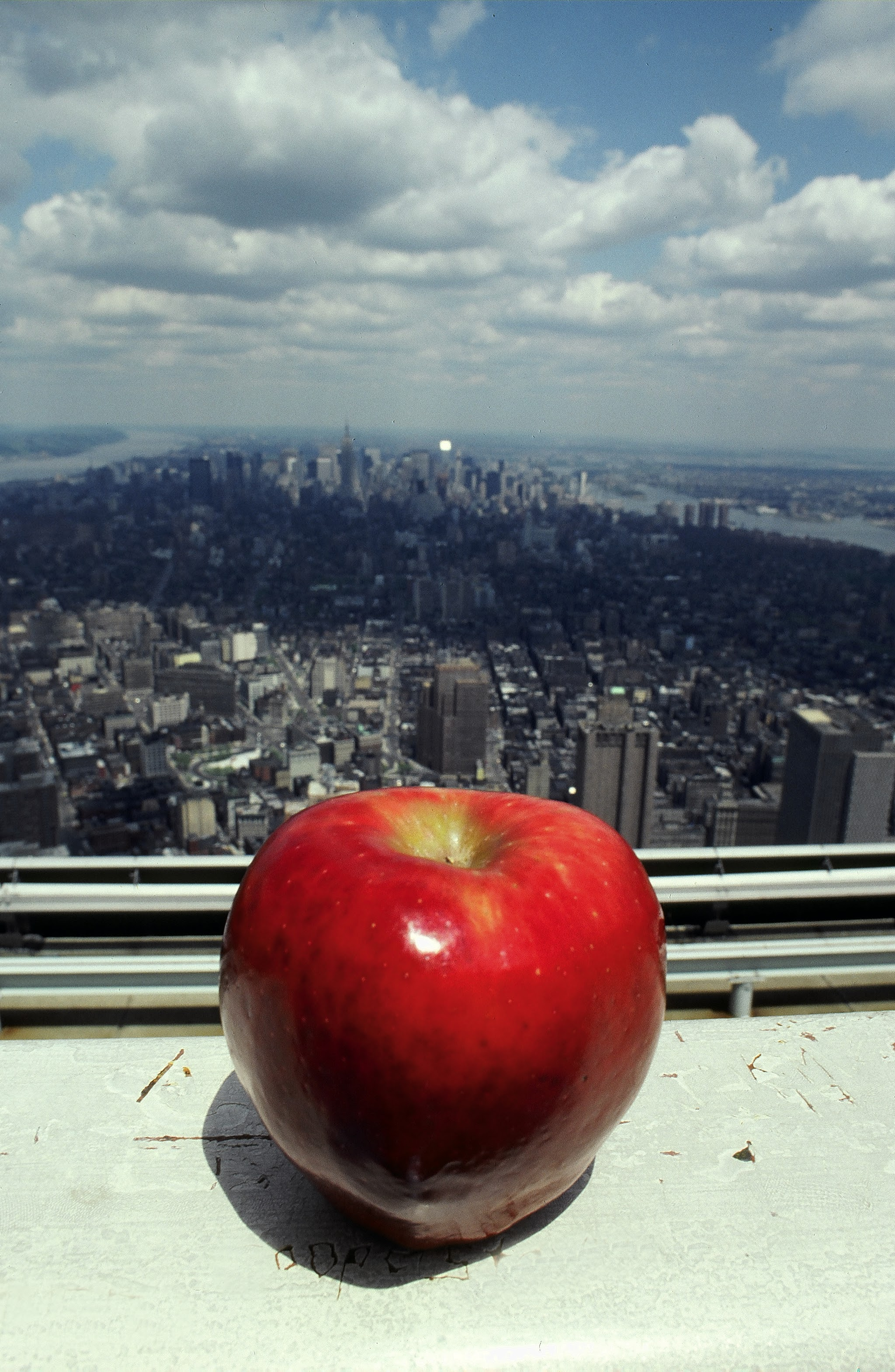
De "Big Apple" vanuit het World Trade Center

Deze bijnaam is afkomstig een boek met de titel ‘The Big Easy’ uit 1970 van James Conaway. Een journalist uit New Orleans vond dit een treffende omschrijving van de levensstijl in New Orleans wanneer je die vergeleek met het jachtige leven in New York.

- New York – The Big Apple 
Deze bijnaam dook voor het eerst op in het boek ‘The Wayfarer of New York’ uit 1909 van Edward Sandford Martin (1856–1939). Hij schreef daarin dat andere steden New York hebzuchtig vonden en omschreef dat met de zin: “Kansas is apt to see in New York a greedy city ... It inclines to think that the big apple gets a disproportionate share of the national sap.”'[2]
- Parijs – De lichtstad (La ville lumière) 
omdat het de eerste Europese stad was met elektrische lantaarns om de straten en de Eiffeltoren te verlichten. 
Parijs – De stad van de liefde (La cité de l'amour), omdat Parijs een zeer romantische stad is.
- Philadelphia – The City of Brotherly Love 
De naam Philadelphia, is een samenvoeging van de Griekse woorden φίλος (phílos) (geliefd) en ἀδελφός (adelphós) (broer).
- Rome – De eeuwige stad (La Città Eterna)
Rome is een van de oudste steden in Europa en was al honderden jaren voor het begin van onze jaartelling een aanzienlijke stad.
- San Jose – San Jo. 
Een afkorting van de naam.
- San Francisco – Frisco. 
Een afkorting van de naam.
- Vancouver – The Big Smoke 
Big, omdat Vancouver een oppervlakte van bijna 115 vierkante kilometer heeft, en smoke vanwege de smog veroorzaakt door de vele fabrieken in en om de stad.

## Nederland

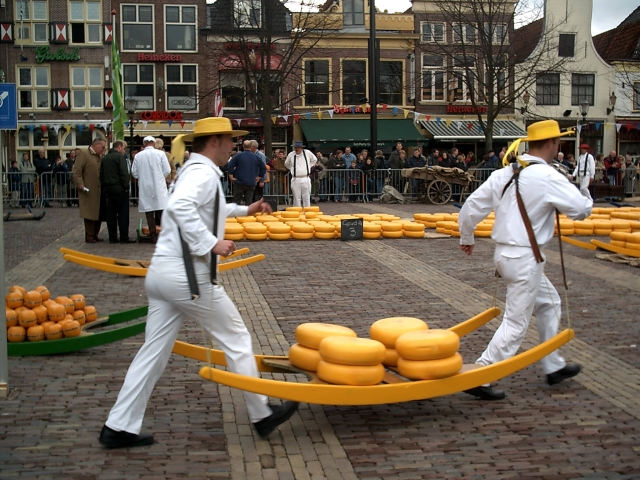
Kaasmarkt in kaasstad Alkmaar

Deze lijst is onvolledig; u kunt helpen door hem uit te breiden.
- Alkmaar – Kaasstad
vanwege eeuwenoude Alkmaarse kaasmarkt die nog steeds wordt gehouden
- Ameide – Bollibijters of Baliebijters
- Amersfoort – Keistad
 naar de Amersfoortse Kei, een grote zwerfsteen die al in 1544 in documenten genoemd werd
- Amsterdam – Mokum. De naam stamt uit het Hebreeuwse מָקוֹם (Maqom). wat 'plaats' of 'stad' betekent. Via het Jiddische (mokem) kwam het in het Bargoens terecht, waaraan het Amsterdamse dialect veel woorden ontleende.
Amsterdam – Het Venetië van het Noorden, vanwege de vele kanalen die dwars door de stad lopen, net als in Venetië
Amsterdam – 020, Damsko
- Apeldoorn – De hoofdstad van de Veluwe
Apeldoorn is de grootste stad van de Veluwe en ligt er middenin
- Arnhem – Trolleystad 
Arnhem is sinds begin jaren '70 de enige stad in de Benelux waar nog trolleybussen rijden
- Breda – Parel van het zuiden
In het lied ‘De Paarse Heide’ uit 1929 (muziek: Louis de Moree (1882-1966), tekst: Tony Smits van Waesberghe (1899-1964)), het “volkslied van Breda”, komt de strofe voor: “Breda gij blijft de Parel van 't Zuiden”
Breda – het Haagje van het Zuiden
- Bredevoort – Boekenstad
Bredevoort Boekenstad was van 1993 tot 2009 een Nederlandse stichting in Bredevoort die tot doel had de historische kern van Bredevoort leefbaarder te maken. De naam is blijven hangen
- Delft – Prinsenstad, omdat prins Willem van Oranje (1533 – 1584) er woonde
- Den Bosch - Moerasdraak, bijnaam van Den Bosch tijdens de Tachtigjarige Oorlog vanwege de vermeende onneembaarheid door de omringende moerassen
- Den Briel – Geuzenstad
Den Briel (ook: Brielle) was op 1 april 1572 de eerste stad die tijdens de Nederlandse Opstand tijdens de Tachtigjarige Oorlog door de Watergeuzen werd heroverd op de spanjaarden
- Den Haag – Hofstad
 vanwege het hof dat hier sinds de 13e eeuw gevestigd is, toen de Hollandse graaf Willem II (1227-1256) en zijn zoon, graaf Floris V (1254-1296) in Den Haag een stadspaleis lieten bouwen (het huidige Binnenhof). De graven die later aan de macht kwamen woonden op het Binnenhof, waardoor Den Haag vanaf de 19e eeuw ‘hofstad’ werd genoemd.[3]
- Den Helder – Nieuwediep, naar de geul 't Nieuwediep waaromheen de, voor de stad belangrijke, haven is ontstaan.
Den Helder – Gibraltar van het noorden, Napoleon Bonaparte (1769-1821) liet hier de Stelling van Den Helder bouwen en noemde het “Le Gibraltar du nord”, omdat “… c'est précisément le point où je peux très bien voir toutes les forces ennemies …” (“… dit is precies het punt waarop ik alle vijandelijke troepen heel goed kan zien …”).[4]
- Deventer – Koekstad, vanwege de Deventer koek
Deventer – Boekenstad, vanwege de vele boekdrukkers die hier in de middeleeuwen gevestigd waren.[noot 1]
- Doesburg – Mosterdstad
Al in de middeleeuwen stond Hanzestad Doesburg bekend om zijn mosterd
- Doetinchem – Deutekom
- Eindhoven – Lichtstad
In 1870, ruim twintig jaar voordat Philips ontstond en gloeilampen ging produceren, vestigde Mennen & Keunen de eerste luciferfabriek, in Eindhoven. Later vestigden zich nog meer luciferfabrikanten in de stad. Uiteindelijk vanwege de gloeilampenfabrieken van Philips, dat vele decennia een van de grootste gloeilampenfabrikanten ter wereld was[10]
- Giethoorn – Venetië van het noorden
vanwege de vele kanalen die door het dorp lopen, net als in Venetië
- Gorinchem – Gorkum of Gorcum
- Gouda – Kaarsenstad, vanwege de kaarsenindustrie
Gouda – Kaasstad, vanwege de wereldberoemde Goudse kaas
- Groningen – Stad
Groningen – Martinistad
 vanwege de Martinitoren (1469)
- Haarlem – Spaarnestad, vanwege de ligging aan de rivier de Spaarne 
Haarlem – Schildersstad, de stad was van 1580 tot 1630 in de Noordelijke Nederlanden toonaangevend op het gebied van schilderkunst (Haarlemse School).
Haarlem – Bloemenstad , dankzij zijn ligging in het noorden van de Bollenstreek
- Hoorn – Coenstad
naar Jan Pieterszoon Coen (1587–1629), die in Hoorn geboren is
- Leerdam – Glasstad
vanwege de glasindustrie
- Leiden – Sleutelstad
Sint Pieter (Petrus) is de beschermheilige van de stad. Zijn attributen zijn twee sleutels. In het stadswapen en op de vlag van Leiden staan daarom twee gekruiste sleutels.
- Maastricht – Het Parijs van Nederland
vanwege de bourgondische sfeer, en de gelijksoortige situatie met een grote rivier die midden door de stad loopt (in Maastricht de Maas, in Parijs de Seine), met een “rive gauche” en een “rive droite”, een linker- en een rechteroever.
- Nijmegen – Keizerstad
Karel de Grote, keizer van het Roomse Rijk liet eind 8e eeuw bij Nijmegen een palts bouwen, die uitgroeide tot burcht de Valkhof. Hij en zijn opvolgers bezochten de Valkhof meerdere keren per jaar. Mogelijk heeft hij er tussen 804 en 814 zelfs gewoond. Frederik I Barbarossa (1122-1190) keizer van het Heilige Roomse Rijk, liet de Valkhof, die in 1047 afbrandde, in 1152 herbouwen.[11][noot 2]
- Nijmegen - Havanna aan de Waal, vanwege het linkse stemgedrag
- Roermond (stad) - Palermo aan de Maas, naar aanleiding van het handelen van de veroordeelde lokale politicus Jos van Rey.
- Rotterdam – Maasstad, vanwege de ligging aan de rivier de Maas
Rotterdam – Rotjeknor
Rotterdam – 010, naar het netnummer van Rotterdam
- Schiedam – Jeneverstad
vanwege de jeneverindustrie
- Schoonhoven - Zilverstad
- Tilburg – Textielstad
vanwege de textielindustrie
- Utrecht – De Domstad
vanwege de Dom van Utrecht (1254)
- Westland (streek) – De glazen stad
vanwege de vele glastuinbouw
- Zutphen – Torenstad
vanwege het grote aantal historische gebouwen met een toren